# Platja de la Cova del Llop Marí
La platja de la Cova del Llop Marí és una petita platja natural del municipi de Vandellós i l'Hospitalet de l'Infant (Baix Camp), ubicada a l'Espai Natural Protegit de la Rojala-Platja del Torn, a pocs metres de la Cova del Llop Marí, al sud de la platja del Torn. Envoltada per les roques de la muntanya el Torn, té una longitud de 22 metres i una amplada mitjana de 9 metres, formada per grava i còdols.